# MARI IIJIMA sings LYNN MINMAY
- 飯島真理 > MARI IIJIMA sings LYNN MINMAY
- マクロスシリーズ > 超時空要塞マクロス > 超時空要塞マクロスの登場人物一覧 > リン・ミンメイ > MARI IIJIMA sings LYNN MINMAY

『MARI IIJIMA sings LYNN MINMAY』（マリ・イイジマ・シングス・リン・ミンメイ）は、飯島真理のセルフカバー・アルバムである。2002年11月7日にビクターエンタテインメントから発売された。

## 概要
2002年に『超時空要塞マクロス』が放送開始20周年になることを記念して、飯島がかつて声をあてたリン・ミンメイの楽曲のセルフカヴァーを行うこととなり、みずから制作にあたったミニ・アルバム。ライナーノーツでは飯島自身のコメントも記されているほか、新曲「Why」はミンメイが作詞・作曲した設定で作られている。

## 収録曲
全曲編曲：飯島真理
1. 天使の絵の具
  - 作詞・作曲：飯島真理
2. 愛は流れる
  - 作詞：阿佐茜　作曲：羽田健太郎
3. 0-G Love
  - 作詞：阿佐茜　作曲：羽田健太郎
4. シンデレラ
  - 作詞・作曲：飯島真理
5. 私の彼はパイロット
  - 作詞：阿佐茜　作曲：羽田健太郎
6. 愛・おぼえていますか
  - 作詞：安井かずみ　作曲：加藤和彦
7. Why
  - 作詞・作曲：リン・ミンメイ